# Матс Віландер
Матс Віландер (нар. 22 серпня 1964, Векше, Швеція) — шведський тенісист, у минулому перша ракетка світу.
Віландер виграв 7 турнірів Великого шолома в одиночному розряді, не підкорився йому тільки Вімблдонський турнір, проте він виграв його в парному розряді.
Збірна Швеції з тенісу, в складі якої грав Віландер, виходила в фінал Кубка Девіса 7 разів поспіль.
Станом на 2010 Матс Віландер проживає в США, в Сонячні долині, Айдахо, у нього четверо дітей. Він часто коментує тенісні турніри на Eurosport в передачі «Гейм, сет і Матс».
Віландер індуктований у Міжнародну залу тенісної слави в 2002.

## Загальна статистика

### Історія виступів на турнірах Великого шлему
| W | Ф | ПФ | ЧФ | #Р | КТ | К# | DNQ | A | NH |

| Турнір                                 | 1980 | 1981 | 1982 | 1983 | 1984 | 1985 | 1986 | 1987 | 1988 | 1989 | 1990 | 1991 | 1992 | 1993 | 1994 | 1995 | 1996 | ТУ     | В-П    | % виграшів |
| -------------------------------------- | ---- | ---- | ---- | ---- | ---- | ---- | ---- | ---- | ---- | ---- | ---- | ---- | ---- | ---- | ---- | ---- | ---- | ------ | ------ | ---------- |
| Відкритий чемпіонат Австралії з тенісу |      | 1р   |      | П    | П    | Ф    | NH   |      | П    | 2р   | ПФ   | 4р   |      |      | 4р   | 1р   |      | 3 / 10 | 36–7   | 84%        |
| Відкритий чемпіонат Франції з тенісу   |      |      | П    | Ф    | ПФ   | П    | 3р   | Ф    | П    | ЧФ   |      | 2р   |      |      | 1р   | 2р   | 2р   | 3 / 12 | 47–9   | 84%        |
| Вімблдонський турнір                   | К1р  | 3р   | 4р   | 3р   | 2р   | 1р   | 4р   | ЧФ   | ЧФ   | ЧФ   |      |      |      |      |      | 3р   |      | 0 / 10 | 25–10  | 71%        |
| Відкритий чемпіонат США з тенісу       |      |      | 4р   | ЧФ   | ЧФ   | ПФ   | 4р   | Ф    | П    | 2р   | 1р   |      |      | 3р   | 1р   | 2р   |      | 1 / 12 | 36–11  | 77%        |
| В-П                                    | 0–0  | 2–2  | 13–2 | 18–3 | 16–3 | 17–3 | 8–3  | 16–3 | 25–1 | 10–4 | 5–2  | 4–2  | 0–0  | 2–1  | 3–3  | 4–4  | 1–1  | 7 / 44 | 144–37 | 80%        |

### Фінали турнірів Великого шлему

#### Одиночний розряд: 11 (7–4)
| Результат | Рік  | Турнір                                 | Покриття | Суперник       | Рахунок                      |
| --------- | ---- | -------------------------------------- | -------- | -------------- | ---------------------------- |
| Перемога  | 1982 | Відкритий чемпіонат Франції з тенісу   | Ґрунт    | Гільєрмо Вілас | 1–6, 7–6(8–6), 6–0, 6–4      |
| Поразка   | 1983 | Відкритий чемпіонат Франції            | Ґрунт    | Яннік Ноа      | 2–6, 5–7, 6–7(3–7)           |
| Перемога  | 1983 | Відкритий чемпіонат Австралії з тенісу | Трава    | Іван Лендл     | 6–1, 6–4, 6–4                |
| Перемога  | 1984 | Відкритий чемпіонат Австралії (2)      | Трава    | Кевін Каррен   | 6–7(5–7), 6–4, 7–6(7–3), 6–2 |
| Перемога  | 1985 | Відкритий чемпіонат Франції (2)        | Ґрунт    | Іван Лендл     | 3–6, 6–4, 6–2, 6–2           |
| Поразка   | 1985 | Відкритий чемпіонат Австралії          | Трава    | Стефан Едберг  | 4–6, 3–6, 3–6                |
| Поразка   | 1987 | Відкритий чемпіонат Франції            | Ґрунт    | Іван Лендл     | 5–7, 2–6, 6–3, 6–7(3–7)      |
| Поразка   | 1987 | Відкритий чемпіонат США з тенісу       | Тверде   | Іван Лендл     | 7–6(9–7), 0–6, 6–7(4–7), 4–6 |
| Перемога  | 1988 | Відкритий чемпіонат Австралії (3)      | Тверде   | Пет Кеш        | 6–3, 6–7(3–7), 3–6, 6–1, 8–6 |
| Перемога  | 1988 | Відкритий чемпіонат Франції (3)        | Ґрунт    | Анрі Леконт    | 7–5, 6–2, 6–1                |
| Перемога  | 1988 | Відкритий чемпіонат США                | Тверде   | Іван Лендл     | 6–4, 4–6, 6–3, 5–7, 6–4      |

### Рекорди
| Турнір                                 | Роки      | Встановлений рекорд                                                        | З ким ділить                  | Пос   |
| Відкритий чемпіонат Австралії з тенісу | 1983–1985 | 3 фінали поспіль                                                           | Іван Лендл Новак Джокович     | [ 1 ] |
| Відкритий чемпіонат Австралії з тенісу | 1983      | Наймолодший переможець Відкритого чемпіонату Австралії (19 років 3 місяці) | Одноосібно                    | [ 1 ] |
| Відкритий чемпіонат Франції з тенісу   | 1982      | Здобув титул з першої спроби                                               | Рафаель Надаль                | [ 2 ] |
| Відкритий чемпіонат Франції з тенісу   | 1982      | Несіяний переможець в одиночному розряді                                   | Густаво Куертен Гастон Гаудіо | [ 3 ] |
| Турніри Великого шолома                | 1982–1988 | 7 титулів перед тим, як став першою ракеткою світу                         | Одноосібно                    | [ 4 ] |

## Фінали турнірів ATP
| Легенда                                              |
| ---------------------------------------------------- |
| Grand Slam (7-4)                                     |
| Рік-end Championships (0-1)                          |
| Grand Prix Super Series (8-7)                        |
| Grand Prix Regular Series / ATP World Series (18-14) |

| Титули за покриттям |
| ------------------- |
| Ґрунт (20–11)       |
| Трава (2–1)         |
| Тверде (9–8)        |
| Килим (2–6)         |

| Титули by setting      |
| ---------------------- |
| Відкритий корт (30–15) |
| Закритий корт (3–11)   |

### Одиночний розряд: 59 (33 титули, 26 поразок)
| Результат | W/L   | Дата     | Турнір                                            | Покриття   | Опонент                  | Рахунок                      |
| --------- | ----- | -------- | ------------------------------------------------- | ---------- | ------------------------ | ---------------------------- |
| Поразка   | 0–1   | Лис 1981 | Bangkok, Таїланд                                  | Килим (i)  | Білл Скенлон             | 2–6, 3–6                     |
| Поразка   | 0–2   | Бер 1982 | Brussels, Бельгія                                 | Килим (i)  | Вітас Ґерулайтіс         | 6–4, 6–7(2–7), 2–6           |
| Перемога  | 1–2   | Чер 1982 | Відкритий чемпіонат Франції з тенісу, Paris       | Ґрунт      | Гільєрмо Вілас           | 1–6, 7–6(8–6), 6–0, 6–4      |
| Перемога  | 2–2   | Лип 1982 | Båstad, Швеція                                    | Ґрунт      | Генрік Сундстрем         | 6–4, 6–4                     |
| Перемога  | 3–2   | Вер 1982 | Geneva, Швейцарія                                 | Ґрунт      | Томаш Шмід               | 7–5, 4–6, 6–4                |
| Перемога  | 4–2   | Жов 1982 | Барселона, Іспанія                                | Ґрунт      | Гільєрмо Вілас           | 6–3, 6–4, 6–3                |
| Поразка   | 4–3   | Жов 1982 | Базель, Швейцарія                                 | Тверде (i) | Яннік Ноа                | 4–6, 2–6, 3–6                |
| Поразка   | 4–4   | Лис 1982 | Стокгольм, Швеція                                 | Тверде (i) | Анрі Леконт              | 6–7(4–7), 3–6                |
| Поразка   | 4–5   | Січ 1983 | Guarujá, Бразилія                                 | Ґрунт      | Хосе Луїс Клерк          | 6–3, 5–7, 1–6                |
| Перемога  | 5–5   | Бер 1983 | Монте-Карло, Монако                               | Ґрунт      | Мел Перселл              | 6–1, 6–2, 6–3                |
| Перемога  | 6–5   | Кві 1983 | Lisbon, Португалія                                | Ґрунт      | Яннік Ноа                | 2–6, 7–6(7–2), 6–4           |
| Перемога  | 7–5   | Кві 1983 | Aix-en-Provence, Франція                          | Ґрунт      | Серхіо Касаль            | 6–3, 6–2                     |
| Поразка   | 7–6   | Чер 1983 | Відкритий чемпіонат Франції з тенісу, Paris       | Ґрунт      | Яннік Ноа                | 2–6, 5–7, 6–7(3–7)           |
| Перемога  | 8–6   | Лип 1983 | Båstad, Швеція (2)                                | Ґрунт      | Андерс Яррід             | 6–1, 6–2                     |
| Перемога  | 9–6   | Сер 1983 | Мастерс Цинциннаті, U.S.                          | Тверде     | Джон Макінрой            | 6–4, 6–4                     |
| Перемога  | 10–6  | Вер 1983 | Geneva, Швейцарія (2)                             | Ґрунт      | Генрік Сундстрем         | 3–6, 6–1, 6–3                |
| Перемога  | 11–6  | Жов 1983 | Барселона, Іспанія (2)                            | Ґрунт      | Гільєрмо Вілас           | 6–0, 6–3, 6–1                |
| Перемога  | 12–6  | Лис 1983 | Стокгольм, Швеція                                 | Тверде (i) | Томаш Шмід               | 6–1, 7–5                     |
| Перемога  | 13–6  | Гру 1983 | Відкритий чемпіонат Австралії з тенісу, Melbourne | Трава      | Іван Лендл               | 6–1, 6–4, 6–4                |
| Поразка   | 13–7  | Бер 1984 | Milan, Італія                                     | Килим (i)  | Стефан Едберг            | 4–6, 2–6                     |
| Поразка   | 13–8  | Кві 1984 | Монте-Карло, Монако                               | Ґрунт      | Генрік Сундстрем         | 3–6, 5–7, 2–6                |
| Перемога  | 14–8  | Сер 1984 | Мастерс Цинциннаті, U.S. (2)                      | Тверде     | Андерс Яррід             | 7–6(7–4), 6–3                |
| Перемога  | 15–8  | Жов 1984 | Барселона, Іспанія (3)                            | Ґрунт      | Йоакім Нюстром           | 7–6(7–5), 6–4, 0–6, 6–2      |
| Поразка   | 15–9  | Лис 1984 | Стокгольм, Швеція                                 | Тверде (i) | Джон Макінрой            | 2–6, 6–3, 2–6                |
| Перемога  | 16–9  | Гру 1984 | Australian Open, Melbourne (2)                    | Трава      | Кевін Каррен             | 6–7(5–7), 6–4, 7–6(7–4), 6–2 |
| Поразка   | 16–10 | Бер 1985 | Brussels, Бельгія                                 | Тверде (i) | Андерс Яррід             | 4–6, 6–3, 5–7                |
| Поразка   | 16–11 | Кві 1985 | Монте-Карло, Монако                               | Ґрунт      | Іван Лендл               | 1–6, 3–6, 6–4, 4–6           |
| Перемога  | 17–11 | Чер 1985 | French Open, Paris (2)                            | Ґрунт      | Іван Лендл               | 3–6, 6–4, 6–2, 6–2           |
| Перемога  | 18–11 | Лип 1985 | Boston, U.S.                                      | Ґрунт      | Мартін Хайте             | 6–2, 6–4                     |
| Перемога  | 19–11 | Лип 1985 | Båstad, Швеція (3)                                | Ґрунт      | Стефан Едберг            | 6–1, 6–0                     |
| Поразка   | 19–12 | Сер 1985 | Мастерс Цинциннаті, U.S.                          | Тверде     | Борис Бекер              | 4–6, 2–6                     |
| Поразка   | 19–13 | Вер 1985 | Geneva, Швейцарія                                 | Ґрунт      | Томаш Шмід               | 4–6, 4–6                     |
| Поразка   | 19–14 | Вер 1985 | Барселона, Іспанія                                | Ґрунт      | Тьєррі Тюлан             | 6–0, 2–6, 6–3, 4–6, 0–6      |
| Поразка   | 19–15 | Жов 1985 | Tokyo, Японія                                     | Килим (i)  | Іван Лендл               | 0–6, 4–6                     |
| Поразка   | 19–16 | Гру 1985 | Australian Open, Melbourne                        | Трава      | Стефан Едберг            | 4–6, 3–6, 3–6                |
| Поразка   | 19–17 | Лют 1986 | Відкритий чемпіонат Маямі з тенісу, U.S.          | Тверде     | Іван Лендл               | 6–3, 1–6, 6–7(5–7), 4–6      |
| Перемога  | 20–17 | Бер 1986 | Brussels, Бельгія                                 | Килим (i)  | Бродерік Дайк            | 6–2, 6–3                     |
| Поразка   | 20–18 | Лип 1986 | Båstad, Швеція                                    | Ґрунт      | Еміліо Санчес Вікаріо    | 6–7(5–7), 6–4, 4–6           |
| Перемога  | 21–18 | Сер 1986 | Мастерс Цинциннаті, U.S. (3)                      | Тверде     | Джиммі Коннорс           | 6–4, 6–1                     |
| Поразка   | 21–19 | Лис 1986 | Стокгольм, Швеція                                 | Тверде (i) | Стефан Едберг            | 2–6, 1–6, 1–6                |
| Перемога  | 22–19 | Бер 1987 | Brussels, Бельгія (2)                             | Килим (i)  | Джон Макінрой            | 6–3, 6–4                     |
| Перемога  | 23–19 | Кві 1987 | Monte Carlo, Монако (2)                           | Ґрунт      | Джиммі Аріес             | 4–6, 7–5, 6–1, 6–3           |
| Перемога  | 24–19 | Тра 1987 | Рим, Італія                                       | Ґрунт      | Мартін Хайте             | 6–3, 6–4, 6–4                |
| Поразка   | 24–20 | Чер 1987 | Відкритий чемпіонат Франції з тенісу, Paris       | Ґрунт      | Іван Лендл               | 5–7, 2–6, 6–3, 6–7(3–7)      |
| Перемога  | 25–20 | Лип 1987 | Boston, U.S. (2)                                  | Ґрунт      | Кент Карлссон (тенісист) | 7–6(7–5), 6–1                |
| Перемога  | 26–20 | Лип 1987 | Індіанаполіс, U.S.                                | Ґрунт      | Кент Карлссон            | 7–5, 6–3                     |
| Поразка   | 26–21 | Вер 1987 | Відкритий чемпіонат США з тенісу, New York        | Тверде     | Іван Лендл               | 7–6(9–7), 0–6, 6–7(4–7), 4–6 |
| Поразка   | 26–22 | Вер 1987 | Барселона, Іспанія                                | Ґрунт      | Мартін Хайте             | 6–7(5–7), 4–6, 6–4, 6–0, 4–6 |
| Поразка   | 26–23 | Гру 1987 | Фінал ATP, New York, U.S.                         | Килим (i)  | Іван Лендл               | 2–6, 2–6, 3–6                |
| Перемога  | 27–23 | Січ 1988 | Australian Open, Melbourne (3)                    | Тверде     | Пет Кеш                  | 6–3, 6–7(3–7), 3–6, 6–1, 8–6 |
| Перемога  | 28–23 | Бер 1988 | Відкритий чемпіонат Маямі з тенісу, U.S.          | Тверде     | Джиммі Коннорс           | 6–4, 4–6, 6–4, 6–4           |
| Перемога  | 29–23 | Чер 1988 | French Open, Paris, Франція (3)                   | Ґрунт      | Анрі Леконт              | 7–5, 6–2, 6–1                |
| Перемога  | 30–23 | Сер 1988 | Мастерс Цинциннаті, U.S. (4)                      | Тверде     | Стефан Едберг            | 3–6, 7–6(7–5), 7–6(7–5)      |
| Перемога  | 31–23 | Вер 1988 | Відкритий чемпіонат США з тенісу, New York        | Тверде     | Іван Лендл               | 6–4, 4–6, 6–3, 5–7, 6–4      |
| Перемога  | 32–23 | Вер 1988 | Palermo, Італія                                   | Ґрунт      | Кент Карлссон            | 6–1, 3–6, 6–4                |
| Поразка   | 32–24 | Лип 1989 | Boston, U.S.                                      | Ґрунт      | Андрес Гомес             | 1–6, 4–6                     |
| Поразка   | 32–25 | Лип 1990 | Ліон, Франція                                     | Килим (i)  | Марк Россе               | 3–6, 2–6                     |
| Перемога  | 33–25 | Лис 1990 | Itaparica, Бразилія                               | Тверде     | Марсело Філіппіні        | 6–1, 6–2                     |
| Поразка   | 33–26 | Тра 1996 | Пайнгерст, U.S.                                   | Ґрунт      | Фернандо Мелігені        | 4–6, 2–6                     |

### Парний розряд: 18 (7 титулів, 11 поразок)
| Результат | W/L  | Дата     | Турнір                                            | Покриття  | Партнер           | Опоненти                          | Рахунок                 |
| --------- | ---- | -------- | ------------------------------------------------- | --------- | ----------------- | --------------------------------- | ----------------------- |
| Поразка   | 0–1  | Лип 1982 | Swedish Open, Швеція                              | Ґрунт     | Йоакім Нюстром    | Андерс Яррід Ганс Сімонссон       | 6–0, 3–6, 6–7           |
| Поразка   | 0–2  | Бер 1983 | Brussels, Бельгія                                 | Килим (i) | Ганс Сімонссон    | Гайнц Ґюнтгардт Балаж Тароці      | 2–6, 4–6                |
| Перемога  | 1–2  | Лип 1983 | Swedish Open, Швеція                              | Ґрунт     | Йоакім Нюстром    | Андерс Яррід Ганс Сімонссон       | 1–6, 7–6, 7–6           |
| Поразка   | 1–3  | Вер 1983 | Женева, Швейцарія                                 | Ґрунт     | Йоакім Нюстром    | Станіслав Бірнер Блейн Вілленборг | 1–6, 6–2, 3–6           |
| Поразка   | 1–4  | Січ 1984 | Відкритий чемпіонат Австралії з тенісу, Melbourne | Трава     | Йоакім Нюстром    | Марк Едмондсон Шервуд Стюарт      | 2–6, 2–6, 5–7           |
| Поразка   | 1–5  | Кві 1984 | Монте-Карло, Монако                               | Ґрунт     | Ян Гуннарссон     | Марк Едмондсон Шервуд Стюарт      | 2–6, 1–6                |
| Перемога  | 2–5  | Вер 1984 | Женева, Швейцарія                                 | Ґрунт     | Мікаель Мортенсен | Лібор Пімек Томаш Шмід            | 6–1, 3–6, 7–5           |
| Перемога  | 3–5  | Січ 1985 | Philadelphia, U.S.                                | Килим (i) | Йоакім Нюстром    | Wojtek Fibak Сенді Меєр           | 3–6, 6–2, 6–2           |
| Перемога  | 4–5  | Тра 1985 | Рим, Італія                                       | Ґрунт     | Андерс Яррід      | Кен Флек Роберт Сегусо            | 4–6, 6–3, 6–2           |
| Поразка   | 4–6  | Сер 1985 | Мастерс Цинциннаті, U.S.                          | Тверде    | Йоакім Нюстром    | Стефан Едберг Андерс Яррід        | 6–4, 2–6, 3–6           |
| Поразка   | 4–7  | Січ 1986 | Фінал ATP, New York                               | Килим (i) | Йоакім Нюстром    | Стефан Едберг Андерс Яррід        | 1–6, 6–7                |
| Поразка   | 4–8  | Кві 1986 | Монте-Карло, Монако                               | Ґрунт     | Йоакім Нюстром    | Гі Форже Яннік Ноа                | 4–6, 6–3, 4–6           |
| Перемога  | 5–8  | Лип 1986 | Вімблдонський турнір, London                      | Трава     | Йоакім Нюстром    | Гері Доннеллі Пітер Флемінг       | 7–6, 6–3, 6–3           |
| Поразка   | 5–9  | Вер 1986 | Відкритий чемпіонат США з тенісу, New York        | Тверде    | Йоакім Нюстром    | Андрес Гомес Слободан Живоїнович  | 6–4, 3–6, 3–6, 6–4, 3–6 |
| Поразка   | 5–10 | Лип 1987 | Boston, U.S.                                      | Ґрунт     | Йоакім Нюстром    | Ганс Гільдемайстер Андрес Гомес   | 6–7, 6–3, 1–6           |
| Поразка   | 5–11 | Лип 1987 | Індіанаполіс, U.S.                                | Ґрунт     | Йоакім Нюстром    | Лорі Вордер Блейн Вілленборг      | 0–6, 3–6                |
| Перемога  | 6–11 | Сер 1994 | Prague, Чехія                                     | Ґрунт     | Карел Новачек     | Томаш Крупа Павел Візнер          | w/o                     |
| Перемога  | 7–11 | Жов 1994 | Сантьяго, Чилі                                    | Ґрунт     | Карел Новачек     | Томас Карбонелл Франсіско Ройг    | 4–6, 7–6, 7–6           |